# União Leiria
União Desportiva de Leiria (kortweg União Leiria) is een Portugese sportclub uit Leiria.

## Geschiedenis
De club werd in 1966 opgericht. De traditionele rivalen zijn SC Beira-Mar, Académica en Naval. In 2008 degradeerde de club naar de Segunda Liga, maar União Leiria kon al na één seizoen terugkeren naar de hoogste klasse. In 2011/12 degradeerde de club opnieuw. Vanwege financiële problemen werden spelers te laat betaald en enkele weigerden aan het eind van het seizoen voor de club uit te spelen. De club kwam dan met te weinig spelers of met enkele jeugdspelers aan de start. De club schreef zich voor het volgende seizoen te laat in voor deelname aan de tweede divisie waardoor het werd teruggezet naar het derde niveau, destijds de Campeonato de Portugal. In 2022/23 was de club actief in de Liga 3. Er werd promotie bemachtigd naar het tweede niveau. Dit lukte de club door CF Belenenses te verslaan in de kampioenswedstrijd.

## Stadion
Door de hoge huur van het Estádio Dr. Magalhães Pessoa speelt União Leiria tussen 2011 en 2012 haar wedstrijden in het kleinere Municipal da Marinha Grande. Hierna keerde het weer terug in het Pessoa.

## Erelijst
- UEFA Intertoto Cup

2007
- Segunda Liga

1998
- Liga 3

2023

## In Europa
#Q = #kwalificatieronde, #R = #ronde, Groep = groepsfase, 1/2 = halve finale, F = Finale, T/U = Thuis/Uit, W = Wedstrijd, PUC = punten UEFA coëfficiënten .
Uitslagen vanuit gezichtspunt União Leiria
| Seizoen | Competitie    | Ronde        | Land                          | Club                | Totaalscore | 1e W    | 2e W       | PUC |
| ------- | ------------- | ------------ | ----------------------------- | ------------------- | ----------- | ------- | ---------- | --- |
| 1995    | Intertoto Cup | Groep 4      | Vlag van Nederland            | sc Heerenveen       | 1-0         | 1-0 (T) |            | 0.0 |
|         |               | Groep 4      | Vlag van Denemarken           | Næstved IF          | 1-1         | 1-1 (T) |            | 0.0 |
|         |               | Groep 4      | Vlag van Hongarije            | Békéscsabai Előre   | 2-2         | 2-2 (U) |            | 0.0 |
|         |               | Groep 4 (2e) | Vlag van Wales                | Ton Pentre FC       | 3-0         | 3-0 (U) |            | 0.0 |
| 2002    | Intertoto Cup | 1R           | Vlag van Estland              | Levadija Maardu     | 2-4         | 0-3 (R) | 2-1 (U)    | 0.0 |
| 2003/04 | UEFA Cup      | Q            | Vlag van Noord-Ierland        | Coleraine FC        | 6-2         | 1-2 (U) | 5-0 (T)    | 3.0 |
|         |               | 1R           | Vlag van Noorwegen            | Molde FK            | 2-3         | 1-0 (T) | 1-3 (U)    | 3.0 |
| 2004    | Intertoto Cup | 3R           | Vlag van Rusland              | Sjinnik Jaroslavl   | 6-2         | 4-1 (U) | 2-1 (T)    | 0.0 |
|         |               | 1/2          | Vlag van België               | KRC Genk            | 2-0         | 0-0 (U) | 2-0 (T)    | 0.0 |
|         |               | F            | Vlag van Frankrijk            | Olympique SC Lille  | 0-2         | 0-0 (U) | 0-2 nv (T) | 0.0 |
| 2005    | Intertoto Cup | 3R           | Vlag van Duitsland            | Hamburger SV        | 0-3         | 0-1 (T) | 0-2 (U)    | 0.0 |
| 2007    | Intertoto Cup | 3R           | Vlag van Servië en Montenegro | Hajduk Kula         | 4-2         | 0-1 (U) | 4-1 nv (T) | 0.0 |
| 2007/08 | UEFA Cup      | 2Q           | Vlag van Israël               | Maccabi Netanya     | 1-0         | 0-0 (T) | 1-0 (U)    | 3.5 |
|         |               | 1R           | Vlag van Duitsland            | Bayer 04 Leverkusen | 4-5         | 1-3 (U) | 3-2 (T)    | 3.5 |

Totaal aantal punten voor UEFA coëfficiënten: 6.5
Zie ook
- Deelnemers UEFA-toernooien Portugal
- Ranglijst van alle clubs die in de diverse Europa Cups zijn uitgekomen

## Eindrangschikkingen
- 1994/95 - 6e
- 1995/96 - 7e
- 1996/97 - 17e (gedegradeerd)
- 1997/98 - 1e (2e Divisie)
- 1998/99 - 6e
- 1999/00 - 10e
- 2000/01 - 5e
- 2001/02 - 7e
- 2002/03 - 5e
- 2003/04 - 10e
- 2004/05 - 14e
- 2005/06 - 7e
- 2006/07 - 7e
- 2007/08 - 16e (gedegradeerd)

## Bekende (oud-)spelers
- Hugo Almeida
- João Paulo Andrade
- Kwame Ayew
- Derlei

- Roudolphe Douala
- Jordan van der Gaag
- Eduardo Gottardi
- Helton

- Arvid Smit
- Alioune Touré
- Nuno Valente

## Bekende (oud-)trainers
- Manuel José
- José Mourinho